# اندریاس لارسون

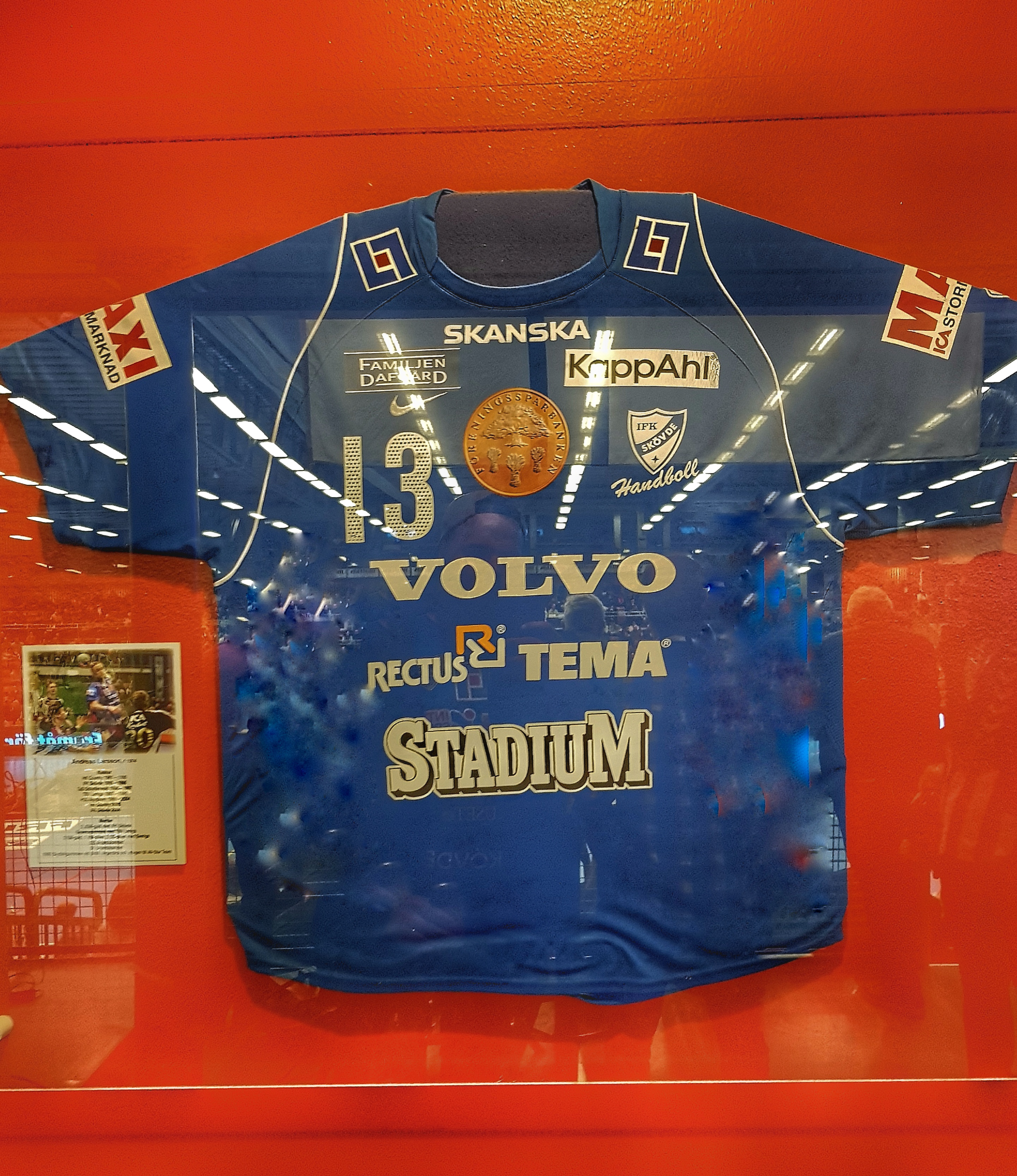
آندرس لارسون، شماره ۱۳

اندریاس لارسون (انگلیسی: Andreas Larsson؛ زادهٔ august ۱۳, ۱۹۷۴ (۵۰ سال)) ورزشکار هندبال اهل سوئد است.
از باشگاه‌هایی که در آن بازی کرده‌است می‌توان به اشاره کرد.
وی در مسابقات کشوری و بین‌المللی در مجموع برندهٔ ۲ مدال نقره شده‌است.